# Walnut Grove (Minnesota)
Pour les articles homonymes, voir Walnut Grove.
Walnut Grove est une ville du comté de Redwood, dans l'État du Minnesota, aux États-Unis. Sa population était de 871 habitants en 2010.

## Histoire
Walnut Grove accueille le musée Laura Ingalls Wilder, consacré à l'auteure de la série de livres La Petite Maison dans la prairie. Freddy (Charles Frederick Ingalls), le petit frère de Laura, y est né et y est aussi décédé âgé d'à peine un an.
La ville a, depuis 1992, une rue nommée Michael Landon, certes très modeste, en hommage à ce comédien et réalisateur qui créa la série TV tirée du livre et dans lequel il interpréta le rôle de Charles Philip Ingalls, le père de Laura. Cette série fit connaître au monde entier le village de Walnut Grove.

## Géographie
D'après le Bureau du recensement des États-Unis, la ville couvre une superficie totale de 2,7 km2.
Walnut Grove est traversée par la U.S. Route 14, qui la relie à la ville de Tracy vers l'ouest et à Revere vers l'est.

## Démographie
Au recensement de 2000, la population était de 599 habitants. Elle passa à 871 habitants en 2010. La densité de population était de 322,6 hab./km².
D'après la Redwood Gazette, le journal de la ville voisine de Redwood Falls, Walnut Grove a vu arriver entre 2001 et 2006 plus de 250 nouveaux résidents d'origine Hmong. Cet apport aurait porté à près de 900 le nombre d'habitants, et le journaliste Erik Posz écrit que « 42 % des étudiants du district de Westbrook-Walnut Grove sont Hmong maintenant ».